# Dinastia Maurya
Dinastia Maurya a fost o dinastie care a condus India antică în perioada 321-185 î.Hr. Originile acestui imperiu se regăsesc în regatul din regiunea Magadha (nord-estul Indiei).

## Istorie
În jurul anului 321 î.Hr. dinastia Nanda a fost răsturnată de către Chandragupta Maurya, fondatorul dinastiei Maurya și al imperiului Maurya. Împăratul Chandragupta a cucerit multe teritori noi din India, combinând regate mai mici și unindu-le sub controlul său. În doar zece ani tot nordul Indiei era sub controlul său. Imperiul Maurya din vremea lui Chandragupta cuprindea și teritorii care anterior făceau parte din Imperiul Macedonean al lui Alexandru cel Mare. Chandragupta a încheiat o alianță cu seleucizii, prin care încheiau ostilitățile, iar seleucizi renunțau la pretențiile de a cârmui Nordul Indiei. Tot el a creat o administrație inspirată după modelul administrației persane a ahemenizilor. Chandragupta și-a stabilit capitala în orașul Pātaliputra. Sub conducerea lui agricultura și comerțul au înflorit. Fiul lui Chandragupta, Bindusara (293-265 î.Hr), a extins imperiul spre sudul Indiei, toată India fiind sub controlul său cu excepția coastei sudice și a regiuni Kalinga din estul Indiei. Al treilea împărat, Așoka (265-232 î.Hr), a dus Imperiul Maurya la apogeu, cucerind regiunea Kalinga după o luptă extrem de sângeroasă. După această bătălie s-a convertit la budism și nu a mai purtat nici o altă război, în schimb s-a dedicat  administrării imperiului. A sprijinit budismul, dar și arta și științele, construind un număr mare de stupe (sanctuare destinate păstrări relicvelor budiste), dar și niște stâlpi de piatră inscripționați cu îndrumări de ordin moral și religios pentru popor. A convocat Al treilea Conciliu budist pentru remedierea unor probleme dogmatice cu privire la regulile monahale budiste. A trimis misionari budiști în Sri Lanka, Indonezia, Asia Centrală, chiar și în unele regate elenistice. În vremea lui Așoka, Imperiul Maurya cuprindea o mare parte din Subcontinentul Indian și o parte din Afganistan. Pacea și prosperitatea din timpul lui Așoka nu au durat mult după moartea sa. Împăratul Brihadrata a fost asasinat în jurul anului 185 î.Hr de către comandantul său, Pushyamitra, fondator al dinastiei Shunga.